# Ecchi
Ecchi (エッチ, etchi, em tradução livre, "obsceno") é um termo japonês que se refere a relação sexual ou amostra de muita sensualidade.

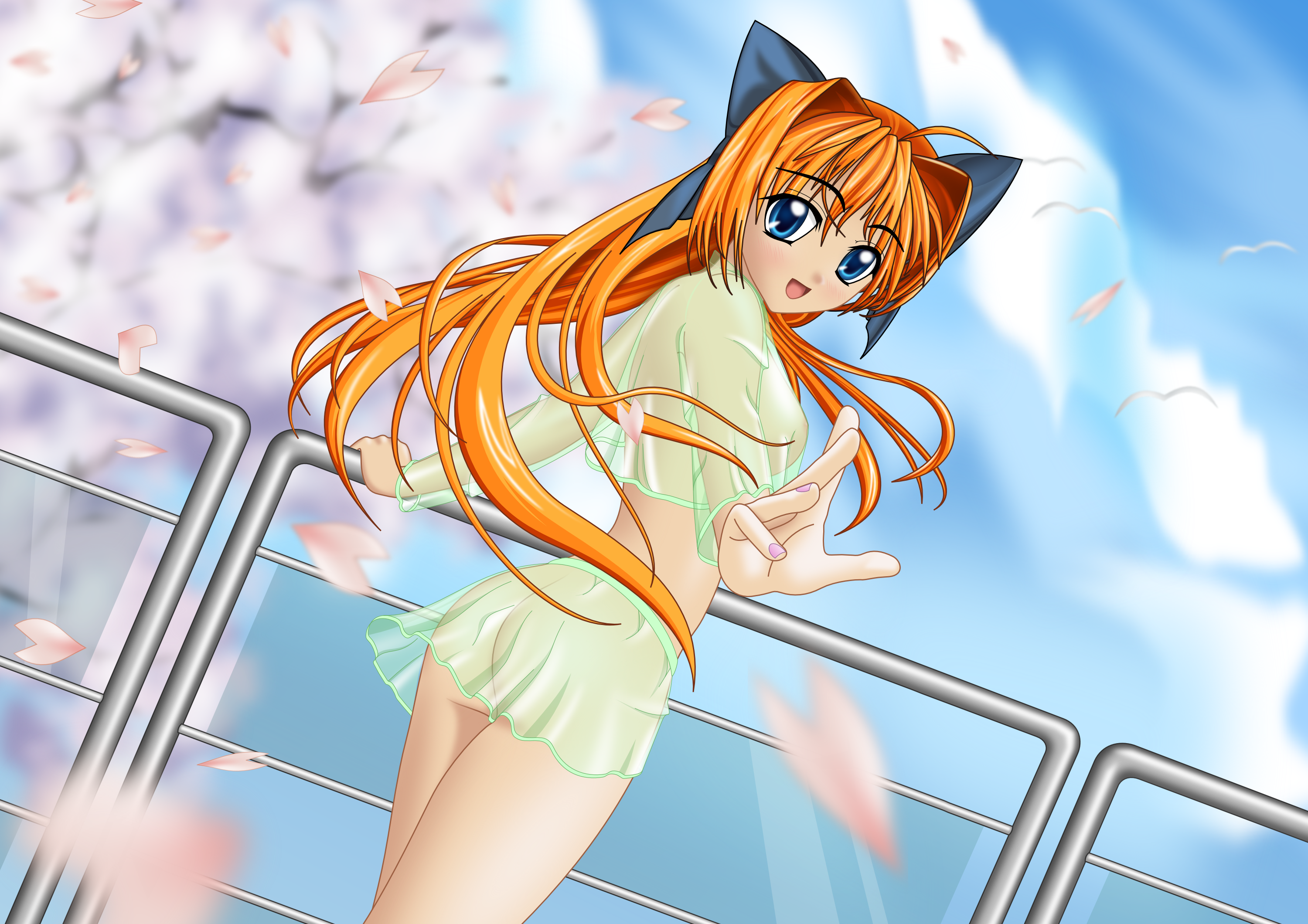
As roupas muito curtas ou transparentes (molhadas ou não) são um elemento típico das obras consideradas no Ocidente como ecchi.

No Ocidente, o termo é associado principalmente com animes, mangás, ou jogos de videogame que apresentem a sensualidade como principal tema, como obras softcore, em contraste com o termo hentai, usado para aqueles que apresentam sexo explícito ou censurado.
A origem da palavra é incerta, porém, acredita-se que seja um acrônimo em japonês da própria palavra Hentai, pelo fato de que no idioma japonês, a letra H tem som de Ecchi/Etchi (H, /ˈeɪtʃ/), sendo que muitas vezes se referem a mangás hentai como H-mangá (/ˈeɪtʃmɑːŋɡə/).
Os meios de comunicação japoneses tendem a usar outras palavras, por exemplo, ero mangá (エロ漫画), 成人漫画 (seijin manga, "mangá adulto"), ou mangá/anime para maiores de 18 anos 18禁 (18-kin, "18-proibido").
Animes ecchi geralmente têm censura, mas alguns não têm, porém, sem censura, desde que não haja relação sexual explícita, se torna ecchi.

## Uso ocidental
No Japão, o mangá oiroke (お色気漫画)) é usado para descrever o mangá com conteúdo erótico muito leve ou divertido, como o encontrado no mangá shonen. Porém, nas nações ocidentais, ecchi se tornou o termo preferido. Os mangás seijin (成人向け漫画, seijinmukemanga) mais explícitos são mais provavelmente chamados de hentai no oeste. Isso se correlaciona com uma distinção semelhante em japonês. Por exemplo, se uma jovem chamar um jovem de e (t / c) chi, isso pode ser interpretado como flerte, enquanto hentai soa mais como condenação.
Obras destinadas ao público feminino podem conter cenas tidas como ecchi. Os exemplos são R-18 Love Report! de Emiko Sugi e Oruchuban Ebichu de Risa Itō, que se destinam ao público shōjo e josei, mas contêm conteúdo bastante explícito.
Os elementos comuns de ecchi incluem conversas com referências sexuais ou mal-entendidos (por exemplo, duplo sentido ou insinuação), mal-entendidos em representações visuais (por exemplo, poses sugestivas), roupas reveladoras ou sexualizadas (por exemplo, roupa íntima ou cosplay ), nudez (por exemplo, roupas rasgadas, roupas molhadas, mau funcionamento das roupas) e a representação de certas ações (por exemplo, tatear). Esse tipo de sexualidade é freqüentemente usado para efeitos cômicos. Um exemplo típico de cena conteria um protagonista masculino que tropeça em uma personagem feminina, dando a impressão de assédio sexual.
O conceito de ecchi está intimamente relacionado ao fan service. Enquanto o fan service descreve todos os aspectos para agradar os fãs, ecchi se relaciona com temas sexuais. Um tipo especial de fan service, que geralmente é limitado ou justificado pela narrativa.

### Exemplos típicos
Muitos elementos podem classificar uma obra como ecchi, mas esses elementos devem ocorrer com bastante frequência (por exemplo, em todos os episódios de um programa). Graficamente falando, diferentes técnicas são usadas para mostrar fotos sensuais, geralmente revelando partes do corpo feminino, como costas ou seios. Alguns desses padrões são recorrentes, como cenas no chuveiro, fontes termais (onsen) ou cenas de luta em que as roupas são rasgadas. A imaginação dos personagens também é um artifício comum para mostrar suas fantasias sexuais, assim como cenas de transformação de meninas mágicas. No final das contas, qualquer desculpa é válida para mostrar um personagem parcial ou totalmente nu.

### Nudez

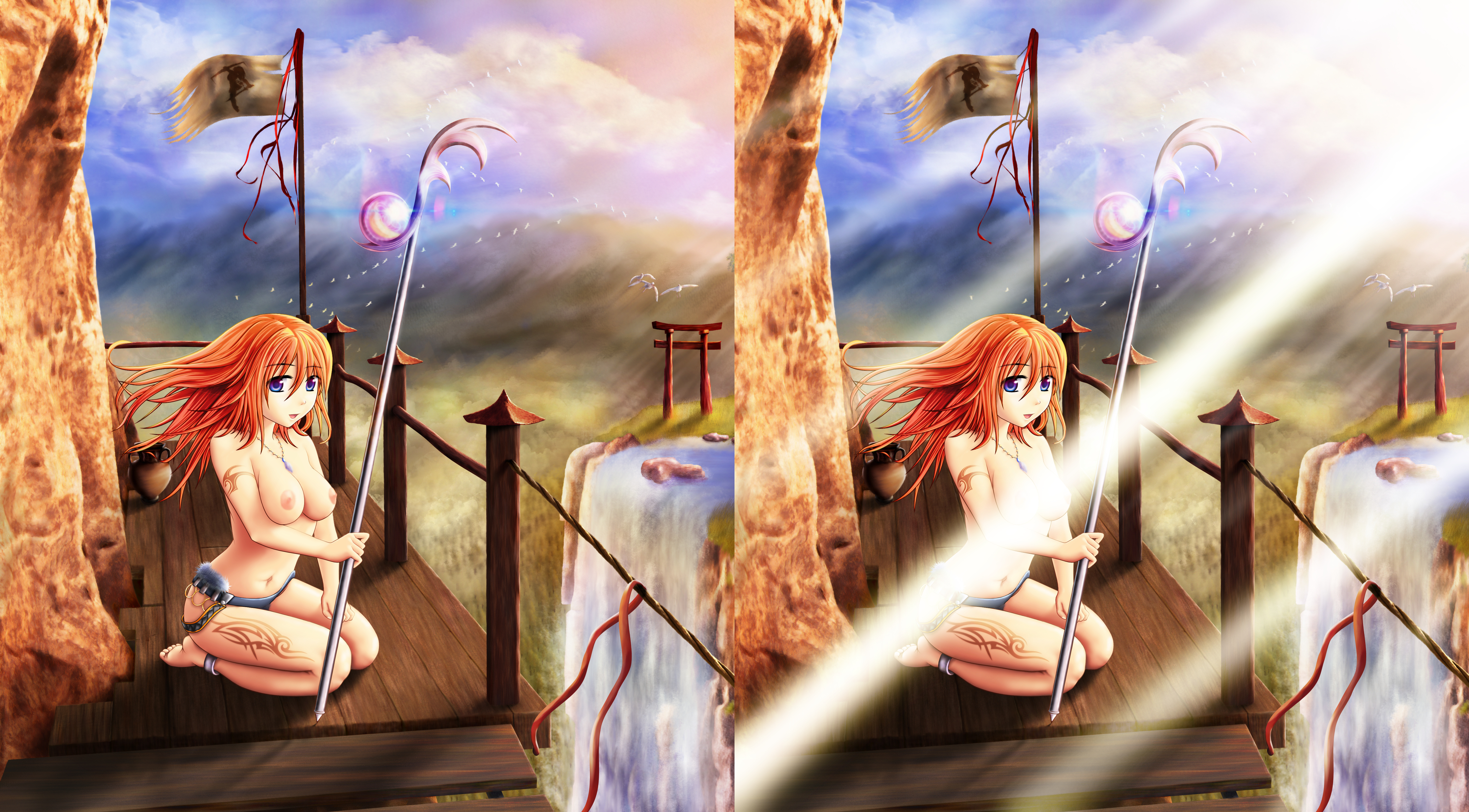
A censura com raios de luz artificiais é um método comum para esconder alguns elementos em séries de anime. O grau de censura pode variar amplamente entre as estações de televisão, mesmo entre aquelas que transmitem a série ao mesmo tempo.

Os níveis de nudez variam fortemente entre as obras, dependendo do público-alvo e das preferências dos autores. Por exemplo, em alguns casos, embora os seios sejam exibidos na tela, os mamilos e os órgãos genitais ficam obscurecidos por acessórios, roupas ou efeitos colaterais. Esse tipo de censura era típico de Lala em To Love-Ru, Blair em Soul Eater ou mesmo Asuka Langley Soryu de Neon Genesis Evangelion. Enquanto isso, em Ladies versus Butlers! e em outros animes, os mamilos são claramente visíveis através das roupas, não importa quão grossos sejam. As hemorragias nasais são uma reação típica à nudez nas obras japonesas, pois representam a excitação sexual; isso se deve a um exagero da pressão alta durante a excitação.

### Calcinhas
O uso de tiros de calcinha (panchira), ou visibilidade da cueca ( calcinha ), é um motivo comum. Normalmente o homem reage de maneira exagerada e é castigado. A cor e o estilo da calcinha são vistos como uma indicação do caráter feminino, por exemplo, branco para personagens inocentes, listrado para personagens tímidos e vermelho para personagens sexualmente agressivos. Calcinhas são um tema principal popular em ecchi (por exemplo, Chobits e Panty & Stocking with Garterbelt as apresentam fortemente), mas também aparecem em outros programas apenas para apelo sexual.

### Atividade sexual
Embora roupas reveladoras ou sexualizadas, nudez ou tateamento possam ocorrer em obras de ecchi, geralmente não há relação sexual explícita nas obras; no oeste, essas obras são classificadas como hentai. No entanto, em um trabalho ecchi, pode parecer que um casal está fazendo sexo. Por exemplo, os dois podem ser vistos em silhueta de fora de uma barraca, parecendo estar fazendo sexo, embora estejam fazendo algo não sexual.